# Restaurant Intim
Restaurant Intim är en svensk dramafilm från 1950 i regi av Hampe Faustman. I huvudrollerna ses Åke Grönberg, Birger Malmsten, Barbro Nordin, Mimi Nelson och Irma Christenson.

## Om filmen
Som förlaga har man författaren Olle Länsbergs roman Restaurant Intim som utgavs 1945. Filmen premiärvisades den 3 mars 1950 på biograf Saga vid Kungsgatan i Stockholm. Inspelningen skedde med ateljéfilmning vid AB Europa Studio i Sundbyberg och Filmstaden i  Råsunda med exteriörer från Restaurant Bellmansro på Djurgården och ombord på skärgårdsbåten Express II av Bertil Palmgren. Skådespelaren Hugo Jacobson gjorde sin sista filmroll i filmen. Han avled en månad efter premiären.

## Rollista i urval
- Birger Malmsten – Alf "Affe" Lindholm, smörgåsnisse på Restaurant Imtim
- Åke Grönberg – Kalle Söderberg, köksmästare
- Mimi Nelson – Maja, servitris
- Irma Christenson – Ester, kallskänka
- Barbro Nordin – Pyret, kallskänksbiträde
- Fritiof Billquist – Bergertz, restaurangchef
- Dagmar Ebbesen – Josefsson, husfru
- Georg Skarstedt – Erik Sehlstedt, kallad Hajen, servitör
- David Erikson – Eriksson, servitör
- Hugo Jacobson – Andersson, alkoholiserad servitör
- Hanny Schedin – Siv, servitris
- Barbro Elfvik – Maj-Britt, tobaksflicka
- Artur Rolén – Elov, extra servitör
- Barbro Flodquist – Mortell, spritkassörska
- Alf Östlund – Nessing, restaurangdirektör
- Bengt Blomgren – Tage, Esters man
- Märta Arbin – Esters mor
- Signe Wirff – fru Söderberg, Kalles mor

## Musik i filmen
- Lazy Dreams, kompositör Stig Holm, framförs på piano av Stig Holm
- Song of Yesterday, kompositör Al Jindra, framförs instrumentalt av Stig Holm på piano
- Song of Paradise (Allt, du av mig kan begära), kompositör Reginald King, engelsk text Jack Popplewell svensk text Gardar, framförs instrumentalt av Stig Holm på piano
- Hop Scotch Polka, kompositör William Whitlock, text William Whitlock, Carl Sigman, och Gene Rayburn, framförs instrumentalt av Stig Holm på piano
- Boogie-woogie (Holm), kompositör Stig Holm, framförs instrumentalt av Stig Holm på piano
- Sätt inte din lit till flickor, kompositör Curt-Henry Freje, text Gösta Rybrant, framförs instrumentalt av Stig Holm på piano
- Blues in G Major (Blues i G-dur), kompositör Stig Holm, framförs instrumentalt av Stig Holm på piano
- Old Folks at Home, kompositör och text Stephen C. Foster, instrumental.
- Får jag lämna några blommor, kompositör Lille Bror Söderlundh, text Nils Ferlin, instrumental.
- Love Tail, kompositör Stig Holm, framförs instrumentalt av Stig Holm på piano
- Love Me, Love Me, kompositör Frank Anderson, instrumental.
- La Seine, kompositör Guy Lafarge, text Flavien Monod, instrumental.
- Isle of Capri (Capri), kompositör Will Grosz, engelsk text Jimmy Kennedy svensk text Sven-Olof Sandberg, sång Birger Malmsten
- Blue Velvet (Strauss), kompositör Art Strauss, instrumental.
- Opus 21 , kompositör Stig Holm och Arne Domnérus, framförs instrumentalt av Stig Holm piano, Arne Domnérus klarinett, Roland Bengtsson gitarr samt en okänd kontrabasist
- It Happened in Adano, kompositör Don Pelosi, instrumental.
- Wedding Samba (Wedding Rhumba), kompositör Abraham Ellstein, text Abraham Ellstein, Allan Small och Joseph Leibowitz, instrumental.
- The Huckle Buck, kompositör Andy Gibson, text Roy Alfred, instrumental.
- Jag sjunger för jag ä så gla, kompositör och text Knut Nyblom, sång Åke Grönberg
- Yellow Tulips, kompositör Bob Howard, framförs instrumentalt av Stig Holm piano, Arne Domnérus klarinett, Roland Bengtsson gitarr samt en okänd kontrabasist